# Pierre-Auguste Brunet-Houard
Pierre-Auguste Brunet-Houard, né le 7 février 1827 à Saint-Maixent-l'École et mort le 10 janvier 1922 à Fontainebleau, est un artiste peintre français. Il ne se spécialise pas vraiment mais évolue autour de plusieurs thématiques, notamment animalière. Installé à Fontainebleau, il milite aussi pour la préservation de sa forêt. Après avoir notamment voyagé dans le bassin méditerranéen, il transmet en fin de vie plusieurs de ses souvenirs à l'écrit.

## Biographie

### Origines
Pierre-Auguste Brunet naît le 7 février 1827 vers les 23 heures, à Saint-Maixent (département des Deux-Sèvres). Il est le fils de Pierre Brunet (maître de poste) et de Marguerite Houard.

### Carrière
Entre 1840 et 1850, il débute dans l'administration des finances mais se tourne par la suite vers le milieu artistique. C'est dans l'atelier de Thomas Couture qu'il étudie la peinture,. Il débute alors au Salon de 1861. Au début de la seconde moitié du XIXe siècle, il s'installe à Fontainebleau, appréciant sa forêt ; on le retrouve en 1869 en tant qu'un des organisateurs de l'exposition des beaux-arts dans cette ville. Dans cette dernière, il prend aussi une part active dans toutes les manifestations artistiques : il participe notamment lors de la fondation de la Société des amis des arts aux nombreuses expositions que celle-ci organise dans les salles du château.
Alors que l'exploitation de la forêt de Fontainebleau s'intensifie dans la région de Bois-le-Roi, un Comité de protection artistique est fondé en 1873 avec pour but qu'elle « gardât le caractère de suprême beauté dont les siècles l'ont revêtue ». Brunet-Houard en devient le vice-président. Dans les années 1880, il fait la rencontre de Giuseppe Fioretti, directeur des fouilles de Pompéi, et assiste ainsi pendant plusieurs semaines aux travaux archéologiques : il recueille, avec ses croquis, une remarquable documentation. Il a aussi une activité sportive, dont la chasse au loup.

### Fin de vie et décès
Après une carrière chargée, ayant beaucoup voyagé en Italie, en Grèce, à Constantinople, il publie durant ses dernières années dans la presse parisienne sous le titre « Souvenirs d'un nonagénaire » où il livre ses récits. Il est également décrit comme un « causeur agréable », un « commensal charmant » et un « homme de salon parfait » pour les anecdotes qu'il partage volontiers. Il décède le 10 janvier 1922 vers 8 h 30, à l'âge de 94 ans, à Fontainebleau en son domicile sis place Orloff,. Ses obsèques sont célébrées le 13 janvier, à 10 h, en l'église Saint-Louis de Fontainebleau.

## Œuvre

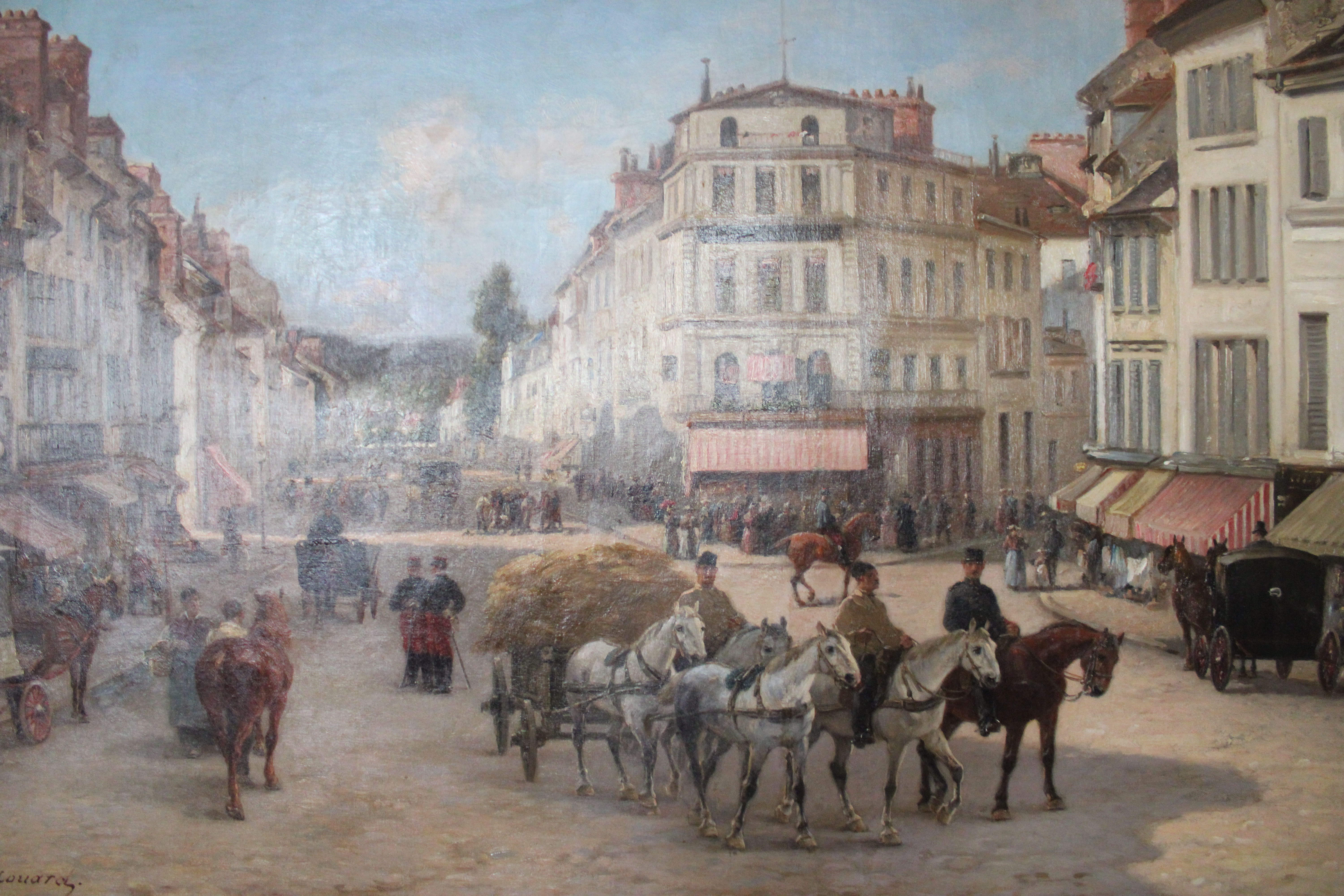
Place de l'Étape à Fontainebleau, vers 1880, exposé à l'hôtel de ville de Fontainebleau.

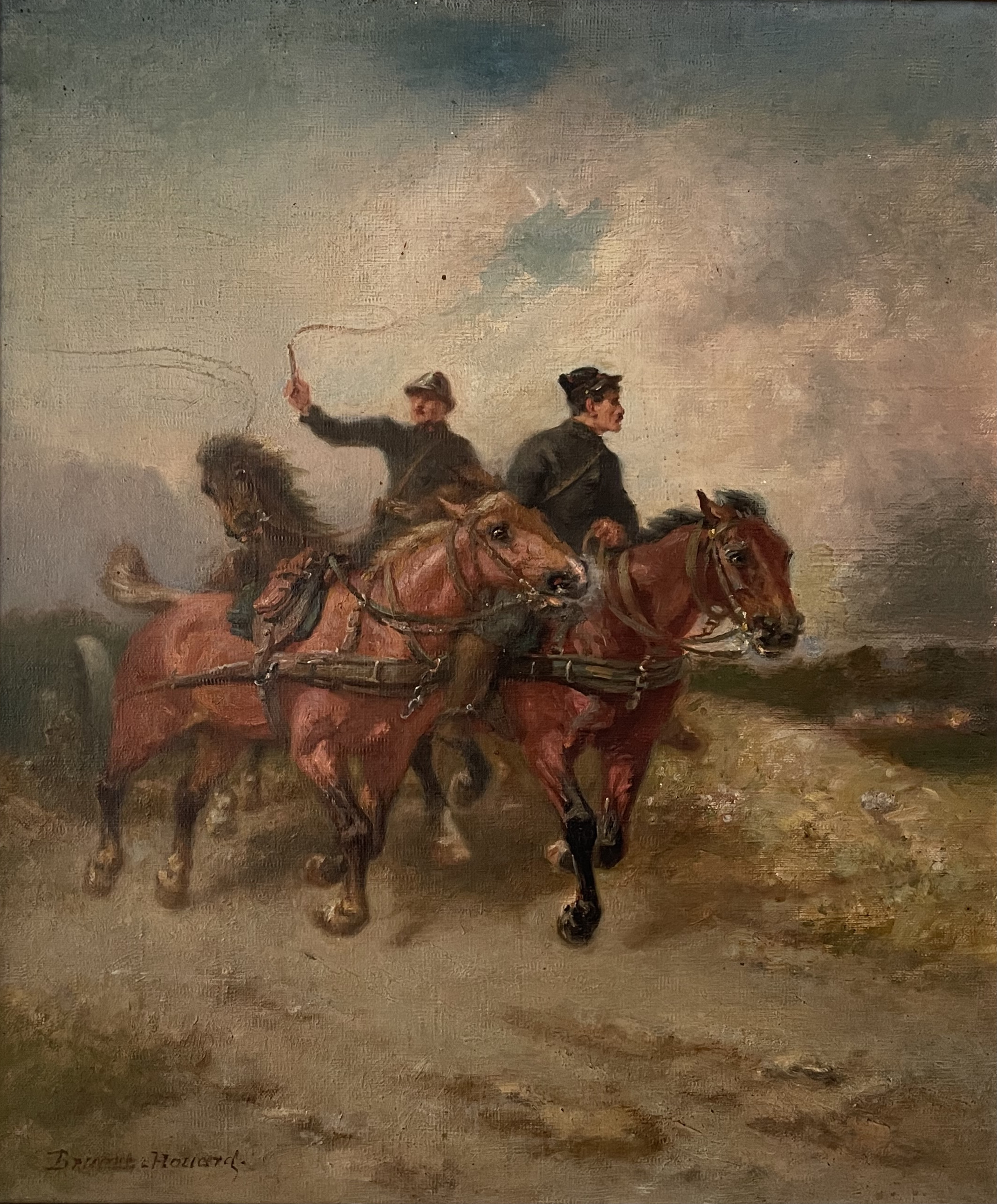
Peinture militaire de Pierre-Auguste Brunet-Houard, collection particulière.

En tant que peintre, il ne se spécialise pas vraiment mais peint essentiellement des sujets militaires et des animaux,,. À ceux-ci, il faut ajouter des représentations moyenâgeuses, puis des scènes de genre avec notamment Place de l'Étape à Fontainebleau que L'Abeille de Fontainebleau décrit comme « une vue exacte et très claire de la place ». Il peint entre autres des scènes équestres (tout comme Paul Tavernier et le comte Jean de Cossé-Brissac) et expose de nombreuses scènes de chasse,. En outre, il compose quelques tableaux d'histoire. Bien que faisant apparaître les éléments avec exactitude dans ses représentations, il ne se contente pas de copier le modèle mais cherche à attirer l'attention sur ses personnages,.

## Prix
- Peinture Ours dans la neige : vente du 16 décembre 1905 à Paris[7]